# 國際雪橇犬運動總會
國際雪橇犬運動總會（英語：International Federation of Sleddog Sports，縮寫：IFSS）是一個成立於1992年，專門管轄國際雪橇犬運動事務的組織。目前，該組有45個成員協會，旗下的主要比賽有世界冠軍賽和世界杯。2012年，國際雪橇犬運動總會將總部自美國明尼蘇達州彼略湖城（Prior Lake）遷往比利時布魯塞爾。

## 外部連結
- 官方網站 （页面存档备份，存于）